# Kauthara

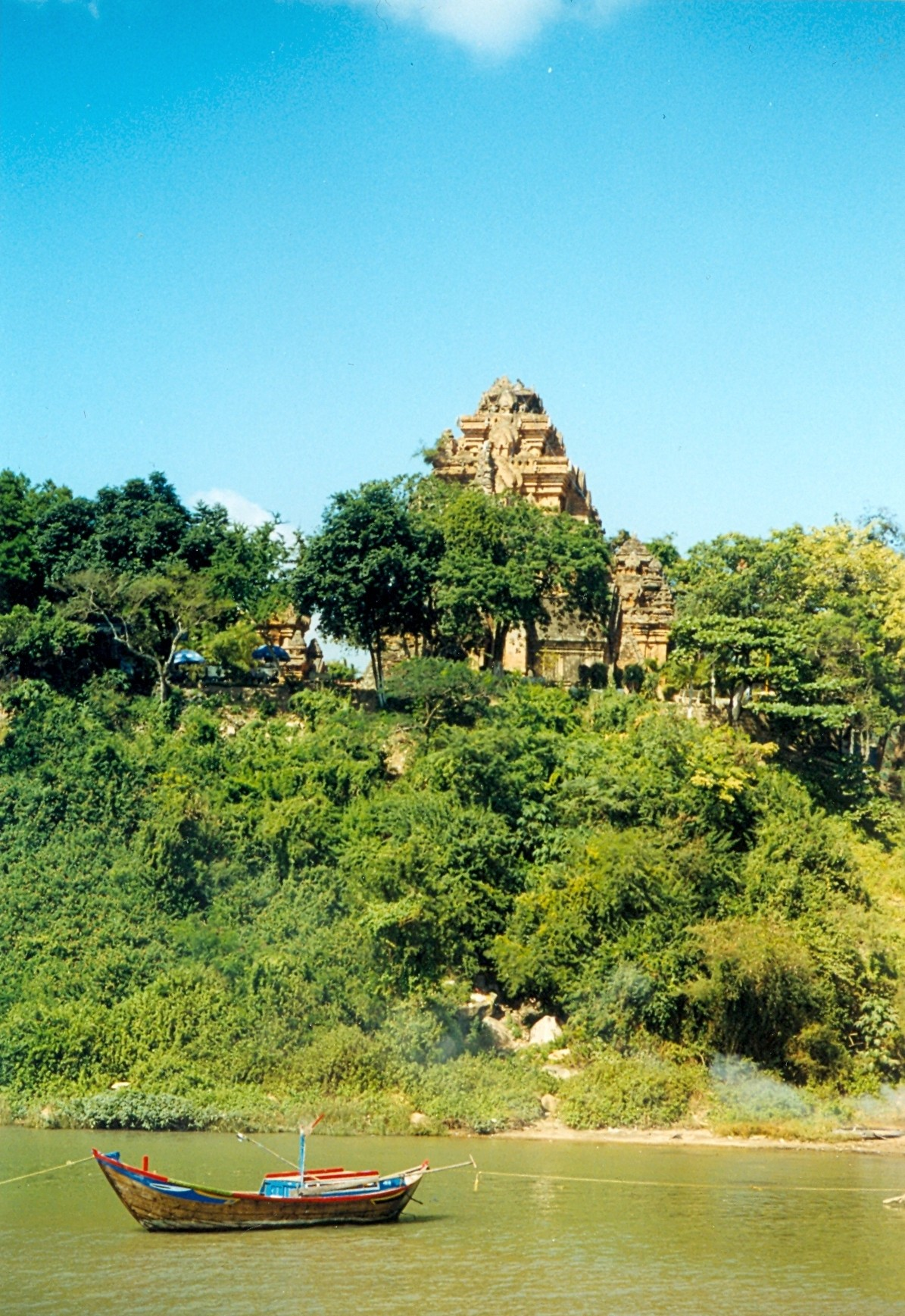
Tháp Po Nagar (Yanpunagara) - trung tâm tôn giáo của Kauthara

Kauthara (chữ Phạn: कौठर / Kauṭharā; chữ Hán: 華英 / Hoa-anh, 慶和 / Khánh-hòa, 古笪羅 / Cổ-đát-la) là một địa khu Champa phân bố trên một không gian từ Phú Yên (Êa Riu) trải dài cuối cùng đến vịnh Cam Ranh. Nơi này có địa thế chủ yếu là đồng bằng duyên hải nhỏ và hẹp với sự nối liền giữa núi và biển, sự bồi đắp thường xuyên của phù sa theo lưu vực các con sông đổ về cửa biển đã tạo nên khu vực trung tâm Kauthara phát triển về kinh tế xã hội một cách hoàn thiện là nơi hội tụ của ngã ba giao thương cùng với các hoạt động văn hoá - xã hội khi xưa rất nhộn nhịp chỉ đứng sau kinh đô Vijaya.
Từ Kauṭharā trong tôn giáo Ấn Độ cổ xưa thường được sử dụng để chỉ các địa điểm linh thiêng. Nó có thể là nơi ở của một vị thần hoặc một ngôi đền đặc biệt quan trọng (có thể là Tháp Po Nagar - trung tâm tôn giáo của tiểu quốc này).

## Lịch sử
Kauthara là một trong bốn tiểu quốc trực thuộc liên bang Champa tồn tại ngay khi vương quốc này hình thành.

### Giai đoạn 757 - 1471
Vào thế kỷ thứ 8, trung tâm chính trị của Chăm Pa đã tạm thời chuyển từ Mỹ Sơn xuống khu vực Panduranga và Kauthara, với trung tâm ở quanh quần thể đền tháp là Tháp Bà (tháp Po Nagar) ở gần Nha Trang ngày nay nơi để thờ nữ thần đất Yan Po Nagar. Năm 774, người Java đã phá hủy Kauthara, đốt đền thờ Po Nagar, và mang đi tượng Shiva. Vua Chăm là Satyavarman đã đuổi theo quân giặc và đánh bại họ trong một trận thủy chiến. Năm 781, Satyavarman đã dựng bia tại Po Nagar, tuyên bố đã chiến thắng và kiểm soát toàn bộ khu vực và đã dựng lại đền. Năm 787, người Java lại đốt phá đền thờ Shiva ở gần Panduranga.
Năm 944 và 945, quân Khmer từ Angkor đã xâm chiếm khu vực Kauthara. Khoảng năm 950, người Khmer đã phá hủy đền Po Nagar và lấy đi tượng nữ thần. Năm 960, vua Chăm là Jaya Indravaman I đã cử sứ thần sang nhà Tống (lúc này đóng đô ở Khai Phong). Năm 965, nhà vua đã cho xây dựng lại đền thờ Po Nagar và tượng nữ thần để thay thế cho bức tượng đã bị lấy đi.

### Giai đoạn 1471 - 1611
Không giống số phận 4 địa khu khác, Kauthara tương đối ít bị ảnh hưởng bởi các cuộc chiến tranh nhờ cách xa cả Đại Việt và Đế quốc Khmer. Chỉ đến năm 1471, quân Đại Việt xâm chiếm Champa và tàn phá kinh đô Vijaya, vua Lê Thánh Tông quyết định cắt phần đất ven biển từ đèo Cù Mông tới đèo Cả trả cho người Champa, phong vương cho chúa xứ này. Cả Kauthara, Panduranga, Jarai trở thành phiên thuộc của nhà Lê sơ.
Năm 1578, Lương Văn Chánh là tướng của chúa Nguyễn Hoàng cầm quân tiến vào Kauthara, vây và hạ thành An Nghiệp – thành kiên cố và đồ sộ nhất trong lịch sử Champa, nằm tại huyện Phú Hòa, phía Tây thành phố Tuy Hòa ngày nay - đẩy họ về cương giới cũ ở phía Nam đèo Cả. Trận đánh chỉ mới nhằm lập lại trật tự cũ, tuy nhiên Lương Văn Chánh cũng đã tiến thêm một bước trong việc đưa dân lưu tán vào khai khẩn miền đất này, rải rác từ phía Nam đèo Cù Mông đến đồng bằng sông Đà Diễn. Trong khoảng 10 năm cuối thế kỷ XVI và đầu thế kỉ XVII, Panduranga từ phía Nam lấn đất Kauthara, giết và đuổi những người Việt cư trú ở miền đất này.

### Giai đoạn 1611 - 1653
Năm 1611, chúa Nguyễn Hoàng đã cử một viên tướng người Chăm, mà sử Việt gọi là Văn Phong, đánh chiếm hai huyện Đồng Xuân và Tuy Hoa để lập ra phủ Phú Yên, sau đổi thành dinh Trấn Biên. Sang năm 1653, nhân việc vua Chăm Pa là Po Nraop (Bà Tấm) quấy phá biên giới phía nam, chúa Nguyễn Phúc Tần đã gởi một đoàn quân sang tấn công Chăm Pa, tiến đến sông Phan Rang, bắt được vua Po Nraop đưa về Huế. Trên vùng đất cũ của tiểu vương quốc Kauthara chúa Nguyễn Phúc Tần lập ra hai phủ là Thái Khang (nay là Ninh Hòa và Vạn Ninh) và Diên Ninh (nay là Diên Khánh, Nha Trang, Cam Lâm và Cam Ranh). Vậỵ là vào năm 1653 Kauthara hoàn toàn bị sáp nhập vào lãnh thổ Đại Việt. Kauthara thất thủ, đền Po Nagar ở Nha Trang lọt vào vòng kiểm soát của nhà Nguyễn. Chính vì thế, vua Champa quyết định rước tượng Po Ina Nagar về Phan Rang để được thờ phụng trong một đền ở Mông Đức gần làng Hữu Đức (Phan Rang) bây giờ.

## Dấu tích còn lại

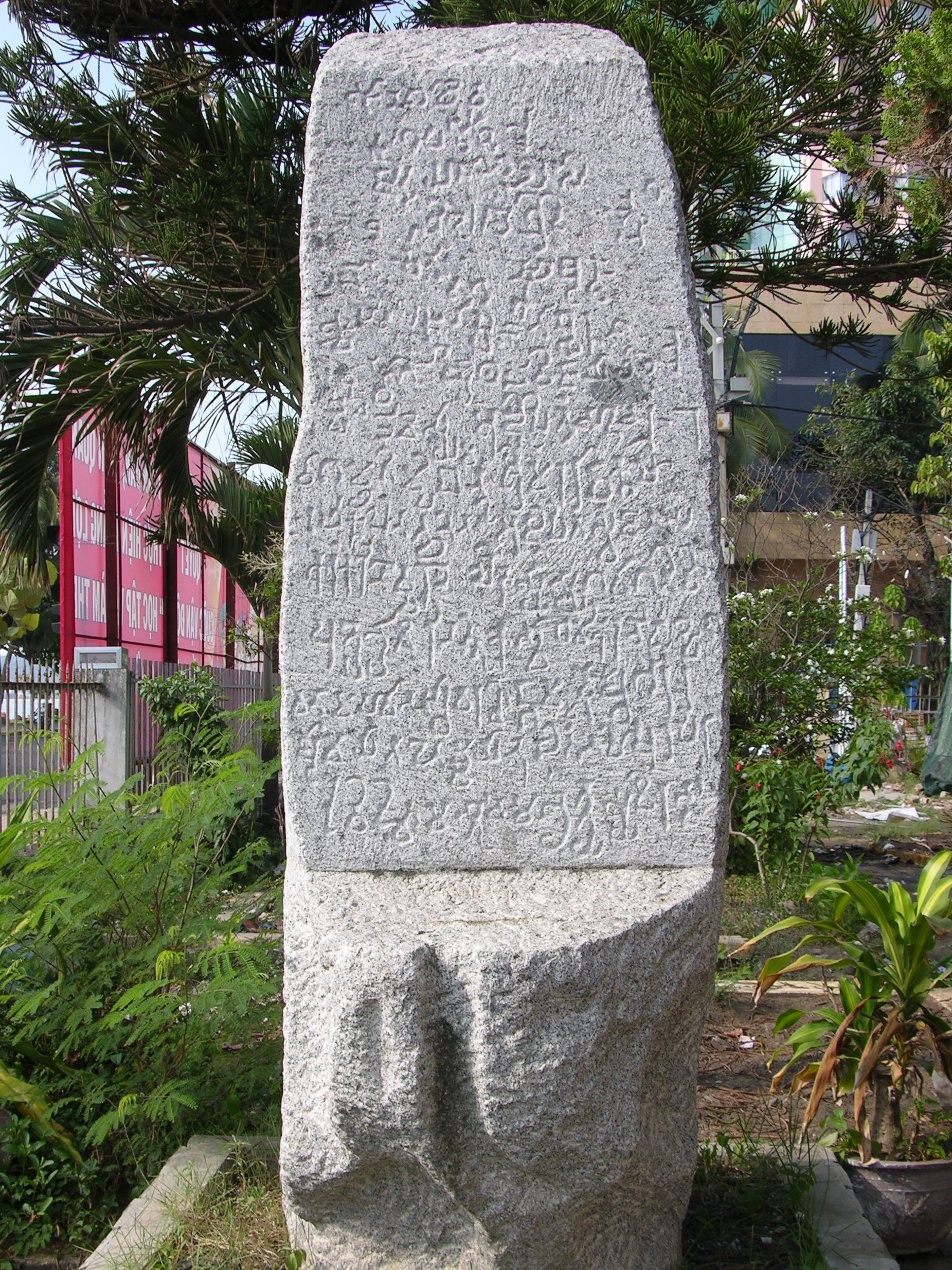
Phiên bản Bia Võ Cạnh ở Khánh Hòa

Phần lớn lãnh thổ Kauthara thuộc về chúa Nguyễn từ năm 1653. Chúa Nguyễn đưa di dân từ Quảng Nam, Thuận Hóa đến Khánh Hoà, và di dân Việt sống xen kẽ với người Chăm từng cụm. Xung đột Việt Chăm thường xảy ra ở vùng đất này, phần đông do tranh chấp ruộng đất, phần thua thiệt thường thuộc về người Chăm. Năm 1712, chúa Nguyễn Phúc Chu phải thoả thuận 5 điều khoản để bảo vệ quyền lợi và đối xử công bằng với người Chăm. Vào thế kỷ 18, nhiều nhà truyền giáo Âu Châu tường trình còn thấy nhiều làng người Chăm ở gần Nha Trang. Tuy nhiên ngày nay không còn thấy làng người Chăm nào nữa. Dù người Chăm hầu như không còn sinh sống trên địa bàn tỉnh Khánh Hòa nữa, nhưng tỉnh này vẫn còn xót lại nhiều dấu tích quan trọng của tiểu quốc Kauthara như Tháp Po Nagar, Thành Hời, miếu Ông Thạc, Am Chúa, Bia Võ Cạnh...
Hiện nay, ở Nha Trang có một cây cầu mang tên Hà Ra bắt qua sông cái Nha Trang, tên gọi này có thể được phiên âm Việt hóa của tên tiểu quốc Kauthara. Ngoài ra, trong Vịnh Vân Phong, có một đảo nhỏ tên Hòn Điệp (hay Hòn Bịp), cách bờ trên 10 km, trên đó có một sắc dân sống cô lập trong vài chục căn nhà, không giao tiếp với thế giới bên ngoài, người Việt ở Vạn Ninh gọi họ là "Dân Đàng Hạ" hay "Người Hạ". Dân đảo có nước da ngâm đen, tai tái, có đôi mắt trắng xác, ít nói; không khiêng gánh như người Việt mà đội trên đầu. Vào đầu thập niên 30, quan huyện Vạn Ninh gọi tất cả dân đảo này vào ghi danh lập sổ Bộ Đinh, nhưng khi hỏi tên họ, thì chỉ có tên mà không có họ. Cuối cùng, quan huyện bảo: "Thôi thì đàn ông lấy họ Đinh, còn đàn bà lấy họ Trần vậy". Xét qua phong tục, tập quán và hình dáng con người, có lẽ đây là những người Chăm cuối cùng còn tồn tại ở Khánh Hoà cho tới ngày nay.